# Roc Riera Rojas
Roc Riera Rojas (Barcelona, 25 de gener del 1913 – Castelldefels, 26 de juliol del 1992) fou un pintor i destacat il·lustrador, actiu durant 50 anys, va ser reconegut internacionalment pel seu treball en empreses del sector editorial.
Dibuixant autodidacta, als anys 30 va començar a treballar per a revistes infantils i juvenils (Pocholo, Mickey) i també fent cobertes de llibres per a l'Editorial Molino.
Després de la Guerra Civil espanyola va estudiar a l'Escola Superior de Belles Arts de Sant Jordi (fins al 1945) i va continuar la seva activitat com a il·lustrador, col·laborant amb diverses editorials: Betis (col·lecció «Rocío»), Subirana (còmics femenins «Mis chicas») i Molino (col·leccions «Historia y leyenda» i «Cuentos de hadas»). En la mateixa dècada de 1940 va realitzar més de 50 il·lustracions per a les portades de la revista Lecturas, editada per HYMSA (Hogar y Moda).
Durant els anys 50 i 60, a banda de diversos encàrrecs en l’àmbit publicitari (Pirelli, Firestone, Sanllehí...) i de la seva activitat com a cartellista, va seguir incrementant les seves col·laboracions editorials i va realitzar alguns dels seus treballs més destacats: Molino («Biblioteca Salgari», «Biblioteca Karl May», «Selecciones de Biblioteca Oro»), Noguer (col·leccions «Cuatro vientos» i «Mundo mágico») i Planeta (La gran ola de Pearl S. Buck, 1956). Les il·lustracions que Credsa li va encarregar per a una edició d’El Ingenioso Hidalgo Don Quijote de la Mancha van ser guardonades el 1967 amb el Premio Lazarillo (atorgat per l’Instituto Nacional del Libro Español).
Entre el 1948 i el 1955 va ser un membre força actiu del FAD (Foment de les Arts Decoratives) i va formar part del seu Consell Directiu.
A la dècada de 70 convé destacar les seves il·lustracions per l'editorial austríaca Carl Ueberreuter (Die Zauberflöte, 1970), el llibre Hans Christian Andersen per a Credsa o L’home dels gats, de Francesc Vallverdú, per a Editorial La Galera (1972).
Va ser professor de pintura i disseny a l’Escola Massana de Barcelona entre 1970 i 1977.
Durant tota la seva trajectòria va compaginar sempre la seva faceta d’il·lustrador amb el desenvolupament de la seva activitat pictòrica, en la qual destaquen les seves exposicions a la Sala Gaspar (1951, 1952, 1958, 1976, 1980, 1982) i la seva participació amb vuit pintures, el setembre del 1959, a l'exposició «11 Spanische Maler» al Kunstkabinett de Frankfurt.
La seva obra està representada al Museu del Disseny de Barcelona, on també es conserva el seu fons documental.